# Ferdinand Leis
Ferdinand Leis (* 1910; † nach 1971) war ein deutscher Verwaltungsjurist und Kommunalpolitiker.

## Werdegang
Leis promovierte 1935 an der Universität Erlangen. 1957 wurde er zum Landrat des oberbayerischen Landkreises Bad Aibling gewählt. Er blieb bis zur Auflösung des Landkreises im Rahmen der Kreisgebietsreform am 1. Juli 1972 im Amt.
| Personendaten    | Personendaten                                     |
| ---------------- | ------------------------------------------------- |
| NAME             | Leis, Ferdinand                                   |
| KURZBESCHREIBUNG | deutscher Verwaltungsjurist und Kommunalpolitiker |
| GEBURTSDATUM     | 1910                                              |
| STERBEDATUM      | 20. Jahrhundert oder 21. Jahrhundert              |